# Paul Buganey
Paul Buganey (1 de diciembre de 1952) es un deportista australiano que compitió en judo. Ganó tres medallas en el Campeonato de Oceanía de Judo en los años 1977 y 1979.

## Palmarés internacional
| Campeonato de Oceanía | Campeonato de Oceanía   | Campeonato de Oceanía | Campeonato de Oceanía |
| Año                   | Lugar                   | Medalla               | Categoría             |
| --------------------- | ----------------------- | --------------------- | --------------------- |
| 1977                  | Melbourne (Australia)   | Medalla de plata      | Abierta               |
| 1977                  | Melbourne (Australia)   | Medalla de bronce     | –78 kg                |
| 1979                  | Rotorua (Nueva Zelanda) | Medalla de plata      | –78 kg                |